# Kroktjärnen (Ljusdals socken, Hälsingland, 688689-151747)
Kroktjärnen är en sjö i Ljusdals kommun i Hälsingland och ingår i Delångersåns huvudavrinningsområde.